# Culicoides barrosmachadoi
Culicoides barrosmachadoi är en tvåvingeart som beskrevs av Callot, Kremer och Molet 1967. Culicoides barrosmachadoi ingår i släktet Culicoides och familjen svidknott.
Artens utbredningsområde är Angola. Inga underarter finns listade i Catalogue of Life.